# Blood Inside
Blood Inside ist das sechste Studioalbum der norwegischen Band Ulver. Es erschien im Jahr 2005 bei Jester Records und wurde von Voices Music & Entertainment vertrieben.

## Entstehung und Veröffentlichung
Nach mehreren EPs und Soundtracks Anfang der 2000er nahmen Ulver 2004 wieder ein reguläres Studioalbum auf, in Oslo und in Los Angeles. Als Gastmusiker waren Bosse, Håvard Jørgensen, Mike Keneally (jeweils Gitarre), Carl-Michael „Czral“ Eide, Knut Aalefjær (beide Schlagzeug), Andreas Mjøs (Vibraphon), Jeff Gauthier (Violine) und Maja Ratkje (Chöre) beteiligt. Teile des Albums wurden von Ronan Chris Murphy abgemischt, gemastert wurde es von Audun Strype. Zu „It Is Not Sound“ wurde ein Musikvideo produziert. Blood Inside erschien als reguläre CD, in limitierter roter Samtbox und auf LP mit anderem Cover.

## Titelliste
1. Dressed in Black – 7:06
2. For the Love of God – 4:11
3. Christmas – 6:15
4. Blinded by Blood – 6:23
5. It Is Not Sound – 4:37
6. The Truth – 4:02
7. In the Red – 3:31
8. Your Call – 6:07
9. Operator – 3:37

Für die Coda von „It Is Not Sound“ wurde eine Toccata Johann Sebastian Bachs verwendet. Der Liedtext zu „Christmas“ stammt im Original von Fernando Pessoa.

## Stil
Blood Inside lässt den minimalistischen Trip-Hop und Ambient des Vorgängeralbums Perdition City und der EPs weitgehend hinter sich, ist songorientierter und verarbeitet Einflüsse aus zahlreichen Genres. Es finden sich orchestrale Arrangements, Big-Band-Samples, psychedelische Klangflächen, Rhythmen aus Electronica und Industrial sowie Motive aus Jazz, Progressive Rock und Post-Rock. Es gibt ruhigere, mittelschnelle und hektische Passagen mit sphärischen, hymnischen oder dissonanten Melodien; die Atmosphäre ist meist düster.

## Rezeption
Blood Inside wurde von der Presse positiv aufgenommen. Gunnar Claußen von den Babyblauen Seiten lobt die „spannende moderne Musik voller Assoziationen und Einflüsse“. Eduardo Rivadavia von Allmusic findet das Album inspirierend und mutig. Wehrmut vom Online-Magazin Vönger hält Blood Inside für „ein sehr schwieriges, aber wohl auch das beste Ulver-Album aus der neuen Ära“.
Das Stück Like Music wurde 2010 für den Soundtrack des norwegischen Actiondramas Sebastians Verden verwendet, In the Red 2011 für den Soundtrack des Thrillers Verblendung. Das Cover der LP-Auflage war 2015 Teil der Ausstellung Plateomslag. Vinylens comeback am Nationalmuseum Oslo.